# لويس فرنانديز (ممثل فنزويلي)
لويس فرنانديز (بالإسبانية: Luis Fernández) هو مهندس معماري وكاتب وممثل فنزويلي، ولد في 14 مارس 1967 في كاراكاس في فنزويلا.

## وصلات خارجية
- لويس فرنانديز على موقع IMDb (الإنجليزية)
- لويس فرنانديز على موقع قاعدة بيانات الفيلم (الإنجليزية)